# Гіпотеза Самнера
Девід Самнер (фахівець у теорії графів із університету Південної Кароліни) 1971 року висловив гіпотезу, що турніри є універсальними графами задля полідерев (орієнтованих дерев). Точніше, гіпо́теза Са́мнера (або гіпо́теза Са́мнера про універса́льний турні́р) стверджує, що будь-яка орієнтація будь-якого дерева з {\displaystyle n} вершинами є підграфом будь-якого турніру з {\displaystyle (2n-2)} вершинами. Гіпотеза залишається недоведеною. Кюн, Майкрофт і Остус називають гіпотезу «однією з найвідоміших задач про турніри».

## Приклади
Нехай орієнтоване дерево {\displaystyle P} є зіркою {\displaystyle K_{1,n-1}}, в якій усі ребра орієнтовані від центра до листків. Тоді {\displaystyle P} не можна вкласти в турнір, утворений із вершин регулярного {\displaystyle (2n-3)}-кутника шляхом спрямування всіх ребер за годинниковою стрілкою навколо многокутника. Для цього турніру будь-який напівстепінь входу і будь-який напівстепень виходу дорівнюють {\displaystyle n-2}, тоді як центральна вершина {\displaystyle P} має більший напівстепінь виходу, {\displaystyle n-1}. Таким чином, якщо гіпотеза Самнера істинна, вона дає найкращий можливий розмір універсального графа для орієнтованих дерев.
Однак у будь-якому турнірі з {\displaystyle 2n-2} вершинами, середній напівстепінь виходу дорівнює {\displaystyle n-{\frac {3}{2}}}, а найбільший напівстепінь виходу дорівнює цілому числу, більшому або рівному середньому значенню. Таким чином, існує вершина з напівстепенем виходу {\displaystyle \left\lceil n-{\frac {3}{2}}\right\rceil =n-1}, яку можна використати як центральну вершину для копії {\displaystyle P}.

## Часткові результати
Відомі такі часткові результати.
- Гіпотеза істинна для всіх досить великих значень {\displaystyle n}[4].
- Існує функція {\displaystyle f(n)} з асимптотичною швидкістю зростання {\displaystyle f(n)=2n+o(n)} зі властивістю, що будь-яке орієнтоване дерево з {\displaystyle n} вершинами можна вкласти в підграф будь-якого турніру з {\displaystyle f(n)} вершин. Крім того, і більш явно, {\displaystyle f(n)\leq 3n-3}.[5]
- Існує функція {\displaystyle g(k)}, така, що турніри з {\displaystyle n+g(k)} вершинами є універсальними для орієнтованих дерев з {\displaystyle k} листками[6][7][8].
- Існує функція {\displaystyle h(n,\Delta )}, така, що будь-яке орієнтоване дерево з {\displaystyle n} вершинами з найбільшим степенем, що не перевищує {\displaystyle \Delta }, утворює підграф будь-якого турніру з {\displaystyle h(n,\Delta )} вершинами. Якщо {\displaystyle \Delta } є фіксованою константою, швидкість асимптотичного зростання {\displaystyle h(n,\Delta )} дорівнює {\displaystyle n+o(n)}[2].
- Будь-який «майже регулярний» турнір із {\displaystyle 2n-2} вершинами містить будь-яке орієнтоване дерево з {\displaystyle n} вершин[9].
- Будь-яку орієнтовану гусеницю з {\displaystyle n} вершинами і діаметром, що не перевершує чотирьох, можна вкласти як підграф у будь-який турнір із {\displaystyle (2n-2)} вершинами[9].
- Будь-який турнір із {\displaystyle (2n-2)} вершинами містить як підграф будь-який орієнтований кореневий граф[en] з {\displaystyle n} вершинами[10].

## Пов'язані гіпотези
Розенфельд висловив гіпотезу, що будь-який орієнтований шлях з {\displaystyle n} вершинами (при {\displaystyle n\geqslant 8}) можна вкласти як підграф у будь-який турнір з {\displaystyle n} вершинами. Після часткових результатів, отриманих Томасоном, гіпотезу довели Аве і Томассі.
Аве і Томассі, у свою чергу висловив посилену гіпотезу Самнера, що будь-який турнір з {\displaystyle n+k-1} вершинами містить як підграф будь-яке орієнтоване дерево з не більше ніж {\displaystyle k} листками.
Берр висловив гіпотезу, що якщо граф {\displaystyle G} вимагає {\displaystyle 2n-2} і більше кольорів для розфарбування графа {\displaystyle G}, тоді будь-яка орієнтація графа {\displaystyle G} містить будь-яку орієнтацію дерева з {\displaystyle n} вершинами. Оскільки повні графи вимагають різних кольорів для кожної вершини, гіпотеза Самнера випливає негайно з гіпотези Берра. Як показав Берр, орієнтації графів, хроматичне число яких зростає квадратично від {\displaystyle n}, є універсальними для орієнтованих дерев.